# Шкляр Віталій Сергійович
Віталій Сергійович Шкляр (нар. 16 лютого 1943, Звенигородка) — український архітектор-реставратор, заслужений архітектор України,  член Національної спілки художників України, лауреат Державної премії України в галузі архітектури (1983).

## Біографія
Народився 16 лютого 1943 року у місті Звенигородці (тепер Черкаська область, Україна). 1975 року закінчив Київський державний художній інститут (педагог із фаху Мусій Катернога). Після закінчення навчального закладу працював в інституті Укрпроектреставрація.

## Архітектурні роботи
Брав участь у відродження київських пам'яток «Шоколадний будиночок», «Замок Річарда ‑ Левине серце», Маріїнський палац.
Завдячуючи його зусиллям збережені та примножені архітектурно-історичні скарби Києва.
Під час реставрації Маріїнського палацу брав участь у проектуванні і реставрації фасаду основної двоповерхової центральної частини та одноповерхових флігелів, у розроблянні декоративних елементів фасаду та балюстради тощо.

### Основні роботи
1. «Маріїнський палац» 1981 р. — 1983 р., м. Київ (статус: пам'ятка архітектури національного значення)
2. «Замок Річарда» 1994 р. — 2003 р., м. Київ (статус: пам'ятка архітектури місцевого значення)
3. «Шоколадний будиночок» 1983 р. — 1990 р., м. Київ (статус: пам'ятка архітектури місцевого значення)
4. «Одеський історико-краєзнавчий музей» 1979 р. — 1980 р., м. Одеса (статус: пам'ятка архітектури місцевого значення)
5. «Кіровоградський обласний краєзнавчий музей» 1979 р. — 1981 р., м. Кіровоград (статус: пам'ятка архітектури місцевого значення)
6. Мовчанський Печерський жіночий монастир 1976 р. -1977 р., м. Путивль Сумської обл. (статус: пам'ятка архітектури)